# ألان هولتز
ألان هولتز (بالإنجليزية: Allan Holtz)‏ هو مؤرخ أمريكي، ولد في 1950.